# مارك أندرسون
مارك أندرسون (بالإنجليزية: Mark Anderson)‏ (29 يونيو 1962 بجنوب أفريقيا - ) هو لاعب كرة قدم جنوب أفريقي في مركز حراسة المرمى. شارك مع منتخب جنوب أفريقيا لكرة القدم. أما مع النوادي، فقد لعب مع ماميلودي صن داونز وسانتوس ونادي هيلانك ونادي بوشبكس.

## وصلات خارجية
- مارك أندرسون على موقع قاعدة بيانات كرة القدم.إي يو (الإنجليزية)